# 1. Kieler Roll- und Eissportverein
Der 1. Kieler Roll- und Eissportverein e. V. (1. KREV) wurde am 16. März 1960 als gemeinnütziger Verein gegründet. Als Trainingsort dient die Stralsundhalle in Kiel. Hier wird Rollkunstlauf in verschiedenen Disziplinen wie Pflichtlaufen, Kürlaufen, Solotanz und in diversen Show-Kategorien betrieben. Besonders in den Show-Wettbewerben nimmt der 1. KREV erfolgreich an nationalen und internationalen Wettbewerben und Meisterschaften teil. Die Showgruppe Baltic Stars Kiel wurde bisher sechsmal Deutscher Meister.
Der 1. KREV ist Mitglied folgender Verbände:
- Roll- und Inlineverband Schleswig-Holstein e. V.
- Sportverband Kiel e. V.
- Landessportverband Schleswig-Holstein
- Deutscher Rollsport und Inline-Verband e. V.

## Baltic Stars Kiel
Die Baltic Stars sind eine Showgruppe des Vereins im Rollsport. Sie nehmen an nationalen und internationalen Wettbewerben und Meisterschaften teil. Bisher errangen sie sechs Deutsche Meistertitel (2010, 2014, 2015, 2017, 2019, 2022).

### Erfolge
| Monat Jahr   | Land        | Wettkampf                             | Platzierung |
| ------------ | ----------- | ------------------------------------- | ----------- |
| April 2022   | Deutschland | Show-DM in Kiel                       | 1. Platz    |
| Mai 2019     | Italien     | Show-EM in Reggio Emilia              | 9. Platz    |
| März 2019    | Deutschland | Show-DM in Dresden                    | 1. Platz    |
| April 2017   | Frankreich  | Show-EM in Mouilleron le Captif       | 13. Platz   |
| März 2017    | Deutschland | Show-DM in Velbert                    | 1. Platz    |
| Mai 2016     | Portugal    | Show-EM in Matosinhos                 | 14. Platz   |
| März 2016    | Deutschland | Show-DM in Ober-Ramstadt              | 2. Platz    |
| Mai 2015     | Deutschland | Show-EM in Bremerhaven                | 12. Platz   |
| März 2015    | Deutschland | Show-DM in Kiel                       | 1. Platz    |
| April 2014   | Niederlande | Show-EM in Almere                     | 13. Platz   |
| März 2014    | Deutschland | Show-DM in Hanau                      | 1. Platz    |
| Februar 2013 | Deutschland | Show-DM in Wolfsburg                  | 3. Platz    |
| März 2012    | Deutschland | Show-DM in Lüneburg                   | 3. Platz    |
| Mai 2011     | Frankreich  | International de Groupe in Arnas      | 14. Platz   |
| Februar 2011 | Deutschland | Show-DM in Einbeck                    | 3. Platz    |
| Mai 2010     | Frankreich  | Show-EM Nantes                        | 13. Platz   |
| Februar 2010 | Deutschland | Show-DM Haldensleben                  | 1. Platz    |
| Mai 2009     | Italien     | Show-EM Reggio Emilia                 | 15. Platz   |
| Februar 2009 | Deutschland | Show-DM in Einbeck                    | 2. Platz    |
| Mai 2008     | Deutschland | Show-EM in Hanau                      | 19. Platz   |
| Februar 2008 | Deutschland | Show-DM in Wolfsburg                  | 3. Platz    |
| April 2007   | Portugal    | Show-EM Porto                         | 13. Platz   |
| Februar 2007 | Deutschland | Show-DM in Remscheid                  | 2. Platz    |
| April 2006   | Spanien     | Show-EM in Reus                       | 13. Platz   |
| Februar 2006 | Deutschland | Show-DM in Haldensleben               | 2. Platz    |
| Mai 2005     | Dänemark    | Show-EM Farum                         | 12. Platz   |
| Februar 2005 | Deutschland | Show-DM in Wolfsburg                  | 2. Platz    |
| Februar 2004 | Deutschland | Show-DM in Koblenz                    | 3. Platz    |
| Februar 2003 | Deutschland | Show-DM in Bremerhaven                | 4. Platz    |
| Februar 2002 | Deutschland | Show-DM in Süplingen bei Haldensleben | 4. Platz    |